# Televerket (Schweden)

Televerkets Logotyp bis 1993

Televerket war der Name der staatlichen schwedischen Telefongesellschaft zwischen 1953 und 1993, die das schwedische Telefonnetz, das Fernsehnetz und das Mobiltelefonnetz betrieb.
Das schwedische Kongl. Elecktriska Telegraf-Werket wurde nach einem Regierungsbeschluss im Februar 1853 gegründet und im November desselben Jahres wurde die erste Telegraphenlinie zwischen Stockholm und Uppsala in Betrieb genommen. Der Name wurde 1871 in Kongl. Telegrafverket geändert und 1903 in Kungl. Telegrafverket. Zum hundertjährigen Jubiläum 1953 wurde der Name schließlich auf Televerket verkürzt.
1992 wurde das Televerket aufgespalten. Das Betreiben der landesdeckenden Radio- und Fernsehsender wurde von der Aktiengesellschaft Teracom übernommen, die Mobiltelefonie und das Datennetz wurden am 1. Juli 1993 in eine staatliche Aktiengesellschaft namens Telia eingebracht, das Betreiben des Telefonbuchs kam im Jahre 2000 zu Eniro. 33 Prozent der Aktien der Telia wurden am 13. Juli 2000 an der OMX introduziert.